# 162-й меридіан східної довготи
162-й меридіан східної довготи — лінія довготи, що лежить на 162 градуси східніше Гринвіцького меридіана. Вона проходить від Північного полюса через Північний Льодовитий океан, Азію, Тихий океан, Південний океан та Антарктиду до Південного полюса.
162-й меридіан східної довготи формує велике коло разом із 18-тим меридіаном західної довготи.

## Список географічних об'єктів, що перетинає 162° сх. д.
Починаючи на Північному полюсі та рухаючись до Південного полюса, 162-й меридіан східної довготи проходить через:
| Координати                                                   | Країна, територія або море | Примітки |
| ------------------------------------------------------------ | -------------------------- | --- |
| 90°0′ пн. ш. 162°0′ сх. д. / 90.000° пн. ш. 162.000° сх. д.  | Північний Льодовитий океан | |
| 75°51′ пн. ш. 162°0′ сх. д. / 75.850° пн. ш. 162.000° сх. д. | Східносибірське море       | Проходить між Ведмежими островами, Росія |
| 69°33′ пн. ш. 162°0′ сх. д. / 69.550° пн. ш. 162.000° сх. д. | Росія                      | |
| 61°22′ пн. ш. 162°0′ сх. д. / 61.367° пн. ш. 162.000° сх. д. | Охотське море              | Пенжинська губа |
| 60°26′ пн. ш. 162°0′ сх. д. / 60.433° пн. ш. 162.000° сх. д. | Росія                      | Проходить через Камчатський півострів |
| 55°55′ пн. ш. 162°0′ сх. д. / 55.917° пн. ш. 162.000° сх. д. | Тихий океан                | |
| 54°58′ пн. ш. 162°0′ сх. д. / 54.967° пн. ш. 162.000° сх. д. | Росія                      | Проходить через Камчатський півострів |
| 54°42′ пн. ш. 162°0′ сх. д. / 54.700° пн. ш. 162.000° сх. д. | Тихий океан                | Проходить західніше атола Еніветок, Маршаллові Острови Проходить східніше острова Улава[en], Соломонові Острови Проходить східніше острова Малаупайна[en], Соломонові Острови |
| 10°29′ пд. ш. 162°0′ сх. д. / 10.483° пд. ш. 162.000° сх. д. | Соломонові Острови         | Проходить через острів Макіра |
| 10°48′ пд. ш. 162°0′ сх. д. / 10.800° пд. ш. 162.000° сх. д. | Коралове море              | |
| 27°28′ пд. ш. 162°0′ сх. д. / 27.467° пд. ш. 162.000° сх. д. | Тихий океан                | |
| 60°0′ пд. ш. 162°0′ сх. д. / 60.000° пд. ш. 162.000° сх. д.  | Південний океан            | Проходить західніше острова Янг |
| 70°23′ пд. ш. 162°0′ сх. д. / 70.383° пд. ш. 162.000° сх. д. | Антарктида                 | Проходить через Територію Росса (претендує Нова Зеландія) |